# Obturador de plano focal

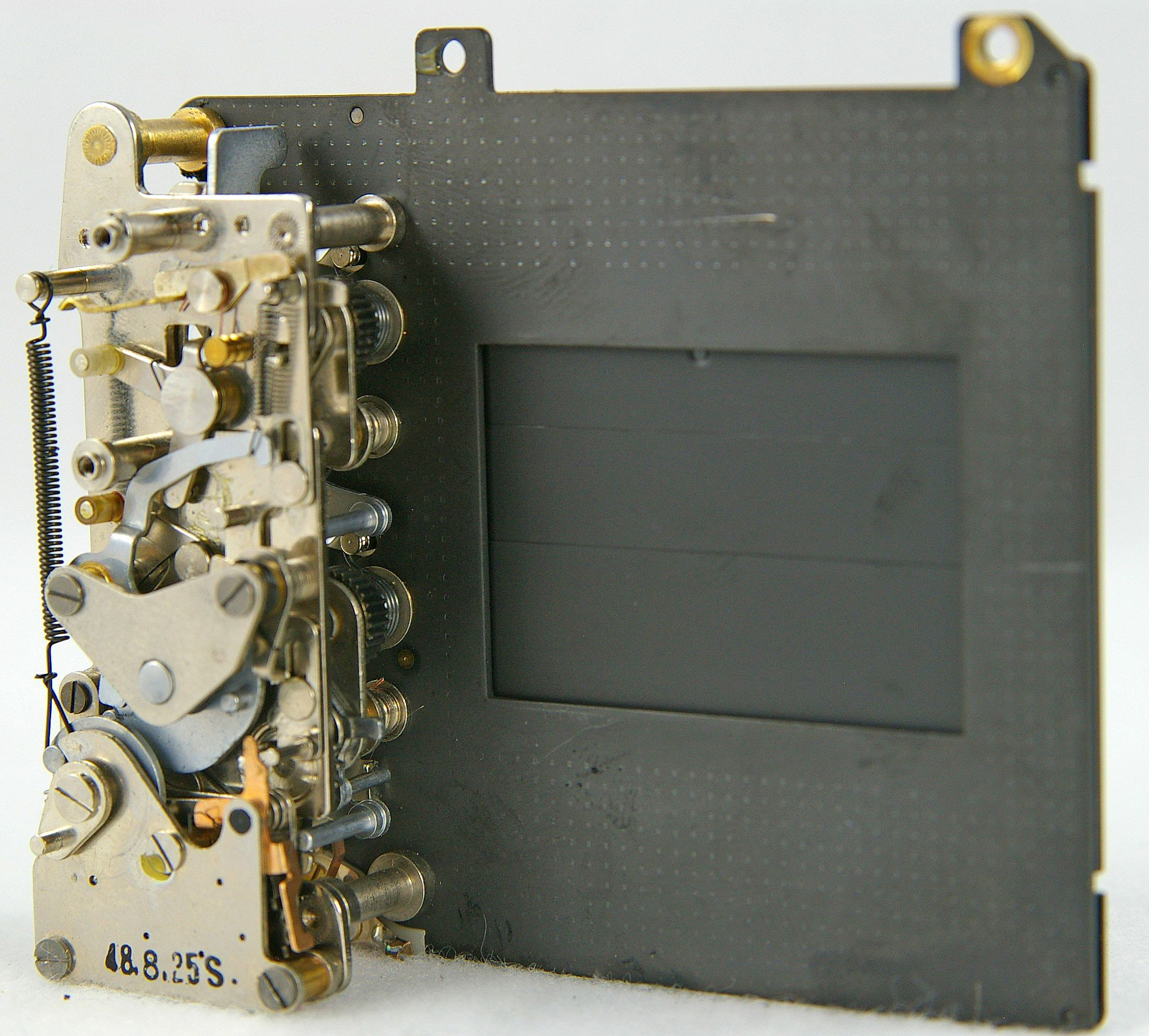
No obturador de plano focal as lâminas metálicas do obturador deslocam-se verticalmente.

Um obturador de plano focal é um tipo de obturador fotográfico que é posicionado imediatamente à frente do plano focal da câmera, isto é, bem à frente do filme fotográfico ou do sensor de imagem. É geralmente encontrado em todos SLRs tamanho menor do que o tamanho médio.
O tipo tradicional de obturador de plano focal em câmeras de 35 mm, iniciado por Leitz, a companhia de câmera que fez a Leica, usa duas cortinas de obturador, feitas de tecido opaco, que correm horizontalmente através do plano do filme. Para velocidades de obturadores mais lentas, a primeira cortina abre-se (normalmente) da direita para a esquerda e, após o tempo necessário com o obturador aberto, a segunda cortina fecha a abertura na mesma direção. Quando o obturador é armado novamente, as cortinas do obturador são movidas de volta para suas posições iniciais, prontas para serem liberadas.
As câmeras com obturadores de plano focal também produzem distorção de imagem quando fotografam objetos em movimento rápido ou em panorâmica rapidamente. Dependendo da direção de deslocamento, a imagem gravada pode ser vista como alongada se o movimento estiver na direção das lâminas do obturador, ou encurtado se viajar no sentido oposto às lâminas do obturador.